# Курбанов Арсен Шахбазович
Арсе́н Шахба́зович Курба́нов (нар. 16 серпня 1984, Київ) — артист-вокаліст Київського національного академічного театру оперети. Заслужений артист України (2016).

## Життєпис
2005 — закінчив Київське вище державне музичне училище ім. Рейнгольда Глієра.
2011 — закінчив Національну музичну академію України ім. Петра Чайковського.
З 7 жовтня 2005 року працює артистом-вокалістом в Київському національному академічному театрі оперети.

## Ролі
в дитячих спектаклях
- «Чіполліно», «Білосніжка та семеро гномів» В. Домшинського
- «Лампа Аладдіна» С. Бедусенка
- «Карнавал казок в Україні» І. Поклада
- «Пригоди бременських музикантів» Г. Гладкова

в оперетах і мюзиклах
- «Містер Ікс», «Сільва», «Маріца», «Фіалка Монмартру» І. Кальмана
- «Весела вдова», Ф. Легара
- «Звана вечеря з італійцями» Ж. Оффенбаха (Поль)
- «Летюча миша» Й. Штрауса (Фальк)
- «Сорочинський ярмарок» О. Рябова
- «Баядера» І. Кальмана (Наполеон)
- «За двома зайцями» В. Їльїна та В. Лукашова (Свирид Петрович Голохвостий)
- «Циганський барон» Й. Штрауса (Стефан)

## Нагороди
- 2016 — Заслужений артист України
- 2017 — Премія «Київська пектораль» — за найкращу чоловічу роль другого плану (Коломан Зупан, «Графиня Маріца»)[2]